# Julien du Rhéart
Julien du Rhéart (né Marie Sébastien Julien Tenaille-Durhéart le 13 mars 1885 à Paris XVIe et mort le 29 janvier 1963 à Paris XVIIIe) est un footballeur français évoluant au poste de demi-aile.

## Carrière
Athlète complet, il court le 100 m en 11 s 2. Alors joueur du SA Montrouge, Julien du Rhéart connaît sa première sélection en équipe de France de football lors d'un match amical l'équipe de Belgique de football le 22 avril 1906. Deux autres sélections suivent, en 1908 contre les Pays-Bas et en 1911 contre la Hongrie.
Passé par le Club français, il évolue au Red Star de 1910 à 1912, année où il atteint la finale du Trophée de France.
Sous-lieutenant de la 169e division d'infanterie, il s'illustre lors de la Première Guerre mondiale et reçoit la Croix de guerre.

## Clubs
- Société athlétique de Montrouge (saison 1905-1906[7])
- Red Star (1910-1912)